# Élections municipales de 1995 à Dunkerque
Les élections municipales ont lieu les 11 et 18 juin 1995 à Dunkerque.

## Mode de scrutin
Le mode de scrutin à Dunkerque est celui des villes de plus de 1 000 habitants : la liste arrivée en tête obtient la moitié des 49 sièges du conseil municipal. Le reste est réparti à la proportionnelle entre toutes les listes ayant obtenu au moins 5 % des suffrages exprimés. Un deuxième tour est organisé si aucune liste n'atteint la majorité absolue et au moins 25 % des inscrits au premier tour. Seules les listes ayant obtenu aux moins 10 % des suffrages exprimés peuvent s'y présenter. Les listes ayant obtenu au moins 5 % des suffrages exprimés peuvent fusionner avec une liste présente au second tour.

## Contexte
Michel Delebarre se présente pour un 2e mandat, face à lui le député Emmanuel Dewees (RPR) qui a remporté deux ans plus tôt la  13e circonscription du Nord, Francis Decodts (DVG) ancien adjoint au maire de Dunkerque dans le 1er mandat de Michel Delebarre, Philippe Emmery pour le Front National, Michel Gilmet (DVD) et Jacque Volant (LO).

## Résultats[1],[2]
- Maire sortant : Michel Delebarre (PS)
- 49 sièges à pourvoir (population légale 1990 : 70 331 habitants)

| Candidat        | Candidat          | Parti          | Premier tour | Premier tour | Second tour | Second tour |
| Candidat        | Candidat          | Parti          | Voix         | %            | Voix        | %           |
| --------------- | ----------------- | -------------- | ------------ | ------------ | ----------- | ----------- |
|                 | Michel Delebarre* | PS             | 14 479       | 44,20        | 16 873      | 48,83       |
|                 | Emmanuel Dewees   | RPR            | 12 660       | 38,65        | 14 587      | 42,21       |
|                 | Philippe Emmery   | FN             | 3 947        | 11,13        | 3 674       | 12,49       |
|                 | Francis Decodts   | DVG            | 741          | 2,26         |             |             |
|                 | Jacques Volant    | LO             | 943          | 2,88         |             |             |
|                 | Michel Gilmet     | DVD            | 649          | 1,98         |             |             |
|                 |                   |                |              |              |             |             |
| Inscrits        | Inscrits          | Inscrits       | 50 627       | 100,00       | 50 627      | 100,00      |
| Abstentions     | Abstentions       | Abstentions    | 15 352       |              | 17 208      |             |
| Votants         | Votants           | Votants        | 33 419       | 66,01        | 35 275      | 69,68       |
| Blancs et nuls  | Blancs et nuls    | Blancs et nuls | 665          |              | 718         |             |
| Exprimés        | Exprimés          | Exprimés       | 32 756       | 98,01        | 34 558      | 97,97       |
| * Maire sortant |                   |                |              |              |             |             |